# Milanovo (Leskovac)
Milanovo je naselje u gradu Leskovcu, Jablanički upravni okrug, Srbija. Prema popisu iz 2022. godine u Milanovu je živio 431 stanovnik.